# Reiherstiegviertel

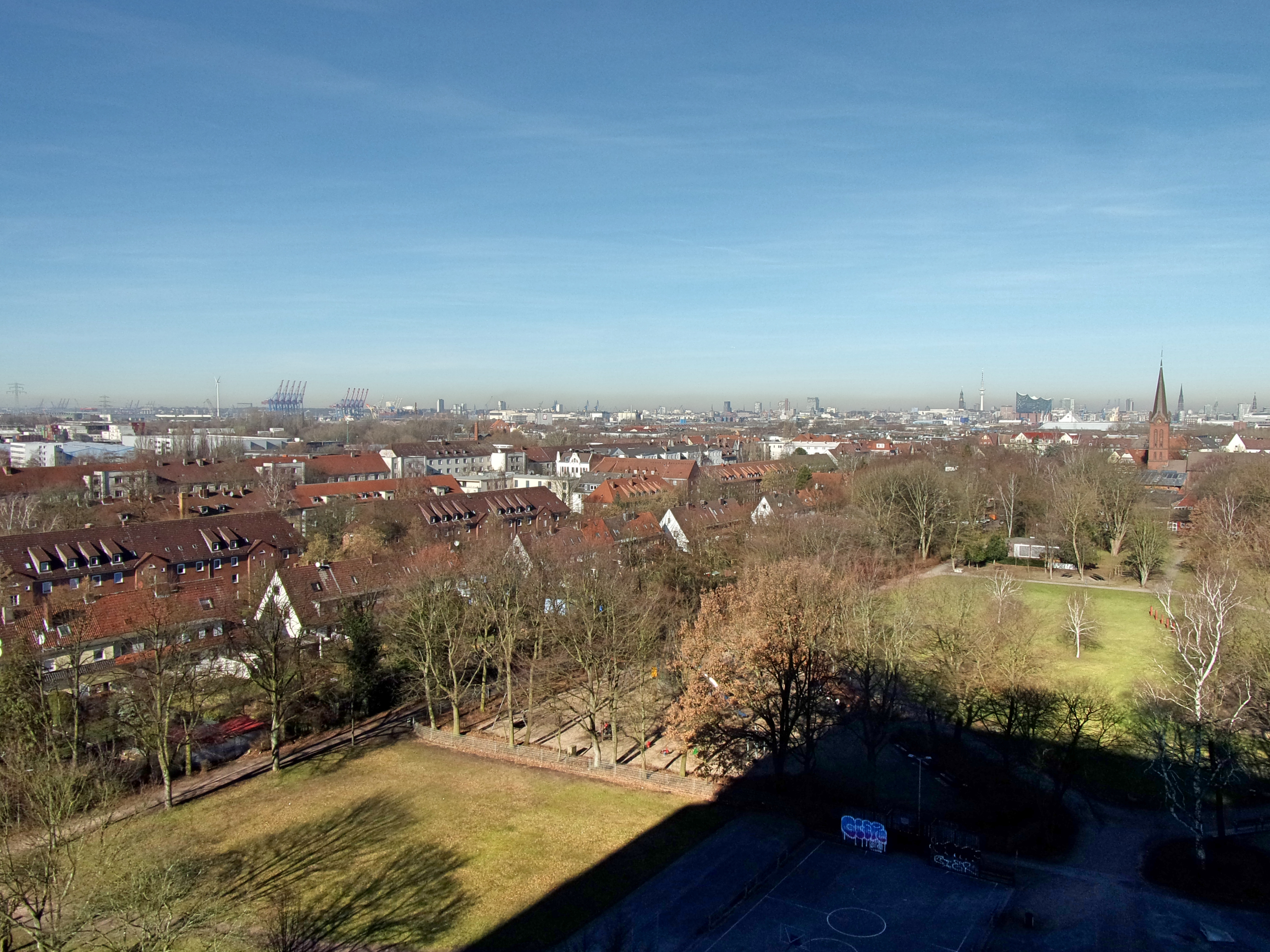
Blick vom Energiebunker auf das Reiherstiegviertel

Das Reiherstiegviertel ist ein Wohngebiet im Nordwesten des Hamburger Stadtteils Wilhelmsburg. Der Name rührt von der Lage des Viertels am Elbarm Reiherstieg bzw. auf der gleichnamigen früheren Elbinsel her. Das Viertel entstand ab Ende der 1880er Jahre als hafennahes Arbeiterwohnquartier und bildete über lange Zeit den urbanen Siedlungskern im ansonsten weiterhin ländlich geprägten Wilhelmsburg. Die Initiative zur Bebauung ging damals von Privatinvestoren wie den Brüdern Carl und Hermann Vering aus, die den Wilhelmsburger Bauern günstig Land abkauften, es parzellierten und mit dem Bau von Straßen und Kanälen systematisch erschlossen.
Nach der Sturmflut 1962, die hier die meisten Opfer forderte, sollte das Gebiet ursprünglich aufgegeben und als Hafenerweiterungsgebiet ausgewiesen werden. Seit den 1970er und 1980er Jahren siedelten sich dann verstärkt türkische „Gastarbeiter“, später auch Studenten und Künstler an. Im Zuge der IBA Hamburg 2013 und des vom Senat propagierten „Sprungs über die Elbe“ wird das Gebiet zunehmend aufgewertet und „gentrifiziert“.
Das Viertel ist überwiegend geprägt von Geschosswohnungsbauten der Jahrhundertwende bis zur Zwischenkriegszeit, darunter viele Genossenschaftsbauten und auch einstige Werkswohnungen (u. a. der Hapag). Sehenswürdigkeiten sind u. a. die evangelische Emmauskirche von 1895 sowie das in einer ehemaligen Fabrik beheimatete Kulturzentrum Honigfabrik.